# Hierges
Hierges (wallon Idje prononcé "îtch" /iːʧ/) est une commune française, située dans le département des Ardennes en région Grand Est.

## Géographie
Les toponymes de Hierges sont wallons. Ils ont été étudiés par Albert Doppagne.
| Viroinval ( Belgique) | Doische ( Belgique) | Aubrives         |
|                       | Hierges             |                  |
| Vireux-Molhain        |                     | Vireux-Wallerand |

### Hydrographie
La commune est dans le bassin versant de la Meuse au sein du bassin Rhin-Meuse. Elle est drainée par la Meuse, le canal de l'Est Branche-Nord, l'Eau Noire et le ruisseau de Prailes,.
La Meuse, d'une longueur de 486 km, est un fleuve européen qui prend sa source en France, dans la commune du Châtelet-sur-Meuse, à 409 mètres d'altitude, et se jette dans la mer du Nord après un cours long d'approximativement 950 kilomètres traversant la France, la Belgique et les Pays-Bas. Elle longe la commune sur son flanc sud, s'écoulant d'ouest en est sur une longueur d'environ 1,2 km.
Le canal de l'Est Branche-Nord, d'une longueur de 141 km, est un chenal et un cours d'eau naturel navigable qui relie Givet à Troussey, où il rejoint le canal de la Marne au Rhin. Il se superpose, dans la commune, à la Meusesur une longueur d'environ 0 km.
L'Eau Noire, d'une longueur de 12 km en France, prend sa source sur le plateau de Rocroi, traverse l'Ardenne avant de rejoindre Couvin, en Belgique, et se jeter  dans l'Eau Blanche près de Dourbes pour donner naissance au Viroin.

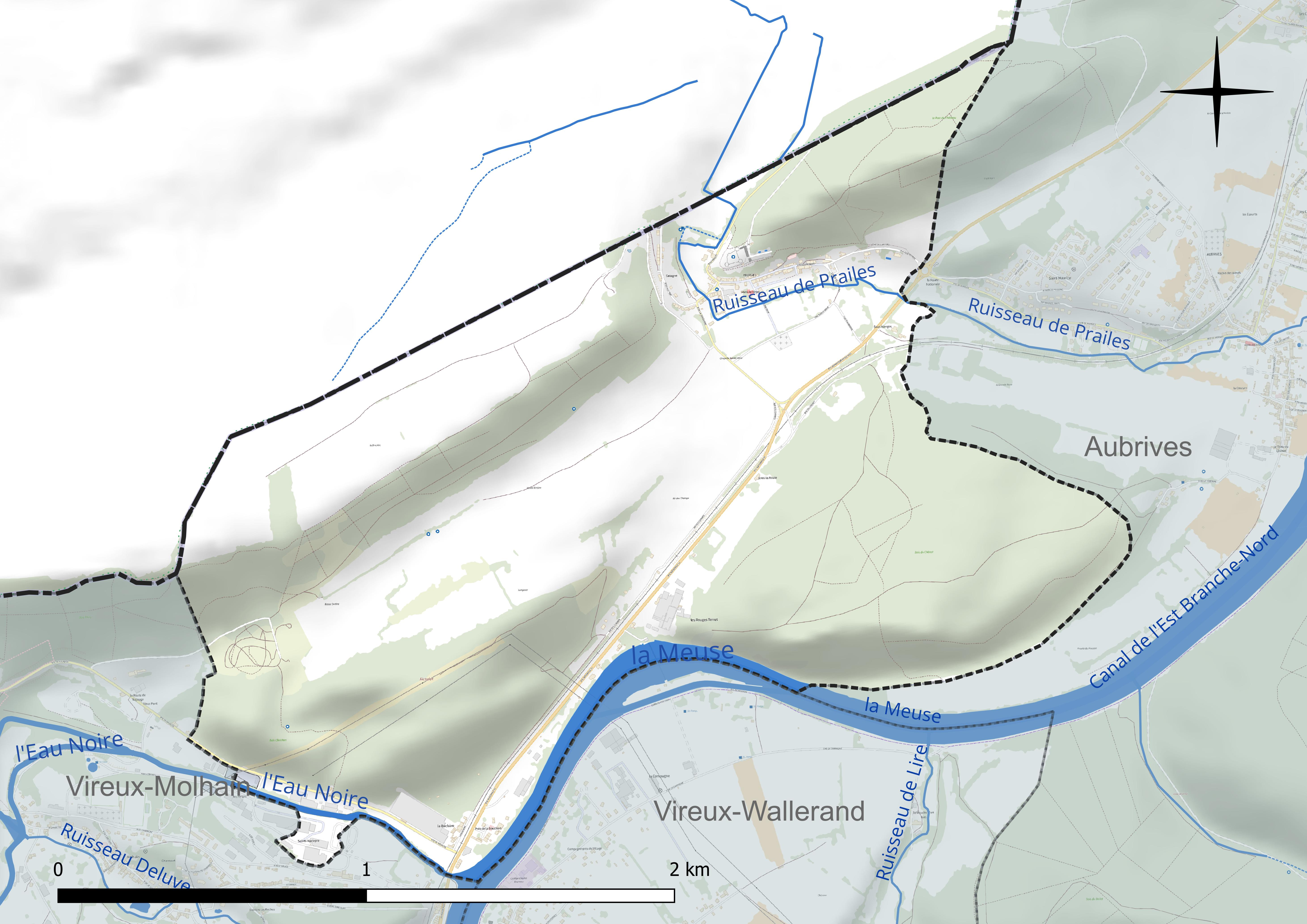
Réseau hydrographique de Hierges.

### Climat
Pour des articles plus généraux, voir Climat du Grand Est et Climat des Ardennes.
En 2010, le climat de la commune est de type climat des marges montargnardes, selon une étude du Centre national de la recherche scientifique s'appuyant sur une série de données couvrant la période 1971-2000. En 2020, Météo-France publie une typologie des climats de la France métropolitaine dans laquelle la commune est exposée à un climat océanique altéré et est dans la région climatique Lorraine, plateau de Langres, Morvan, caractérisée par un hiver rude (1,5 °C), des vents modérés et des brouillards fréquents en automne et hiver.
Pour la période 1971-2000, la température annuelle moyenne est de 10,4 °C, avec une amplitude thermique annuelle de 15,4 °C. Le cumul annuel moyen de précipitations est de 913 mm, avec 13,3 jours de précipitations en janvier et 9,3 jours en juillet. Pour la période 1991-2020, la température moyenne annuelle observée sur la station météorologique de Météo-France la plus proche, « Rocroi », sur la commune de Rocroi à 25 km à vol d'oiseau, est de 9,5 °C et le cumul annuel moyen de précipitations est de 1 210,4 mm. 
La température maximale relevée sur cette station est de 37,6 °C, atteinte le 25 juillet 2019 ; la température minimale est de −14,7 °C, atteinte le 4 février 2012,,.
Les paramètres climatiques de la commune ont été estimés pour le milieu du siècle (2041-2070) selon différents scénarios d'émission de gaz à effet de serre à partir des nouvelles projections climatiques de référence DRIAS-2020. Ils sont consultables sur un site dédié publié par Météo-France en novembre 2022.

## Urbanisme

### Typologie
Au 1er janvier 2024, Hierges est catégorisée commune rurale à habitat dispersé, selon la nouvelle grille communale de densité à 7 niveaux définie par l'Insee en 2022.
Elle est située hors unité urbaine. Par ailleurs la commune fait partie de l'aire d'attraction de Givet, dont elle est une commune de la couronne,. Cette aire, qui regroupe 11 communes, est catégorisée dans les aires de moins de 50 000 habitants,.

### Occupation des sols
L'occupation des sols de la commune, telle qu'elle ressort de la base de données européenne d’occupation biophysique des sols Corine Land Cover (CLC), est marquée par l'importance des forêts et milieux semi-naturels (50,4 % en 2018), une proportion sensiblement équivalente à celle de 1990 (49,8 %). La répartition détaillée en 2018 est la suivante : 
forêts (43,8 %), terres arables (23,4 %), prairies (18,8 %), milieux à végétation arbustive et/ou herbacée (6,6 %), zones industrielles ou commerciales et réseaux de communication (4,1 %), eaux continentales (2,1 %), zones agricoles hétérogènes (1,2 %). L'évolution de l’occupation des sols de la commune et de ses infrastructures peut être observée sur les différentes représentations cartographiques du territoire : la carte de Cassini (XVIIIe siècle), la carte d'état-major (1820-1866) et les cartes ou photos aériennes de l'IGN pour la période actuelle (1950 à aujourd'hui).

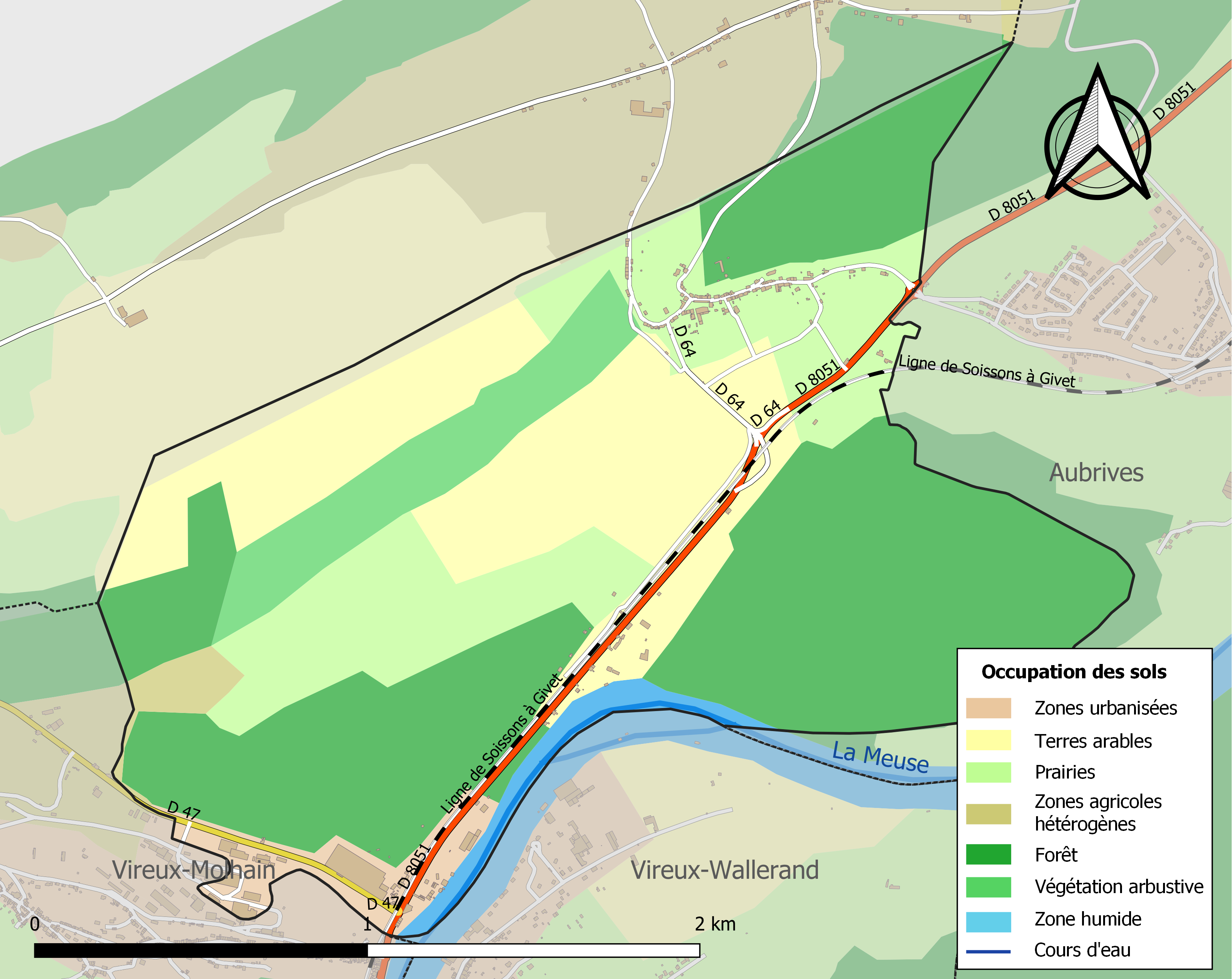
Carte des infrastructures et de l'occupation des sols de la commune en 2018 (CLC).

## Histoire
La réputation du village vient depuis longtemps de l'implantation de son château. Il remonterait au IXe siècle et servait à se prémunir contre les invasions normandes. Il a longtemps formé la limite Sud de la principauté de Liège. Dès lors, et jusqu'au XXe siècle, la langue locale était le wallon, dont le dialecte particulier a été étudié par Charles Bruneau (point 7 de son enquête).
Godefroid le captif laissait son fils Hemran comme seigneur de Hierges.

## Politique et administration
| Période                                  | Période    | Identité         | Étiquette | Qualité |
| ---------------------------------------- | ---------- | ---------------- | --------- | ------- |
|                                          | 1876       | Barthelémy       |           |         |
| 1877                                     |            | Gérain           |           |         |
| mars 2001                                | juin 2011  | René Bourgeois   | PCF       |         |
| septembre 2011                           | avril 2014 | Sylvain Buhot    |           |         |
| avril 2014                               | mai 2020   | Dominique Pollet |           |         |
| mai 2020                                 | En cours   | Isabelle Bodart  |           |         |
| Les données manquantes sont à compléter. |            |                  |           |         |

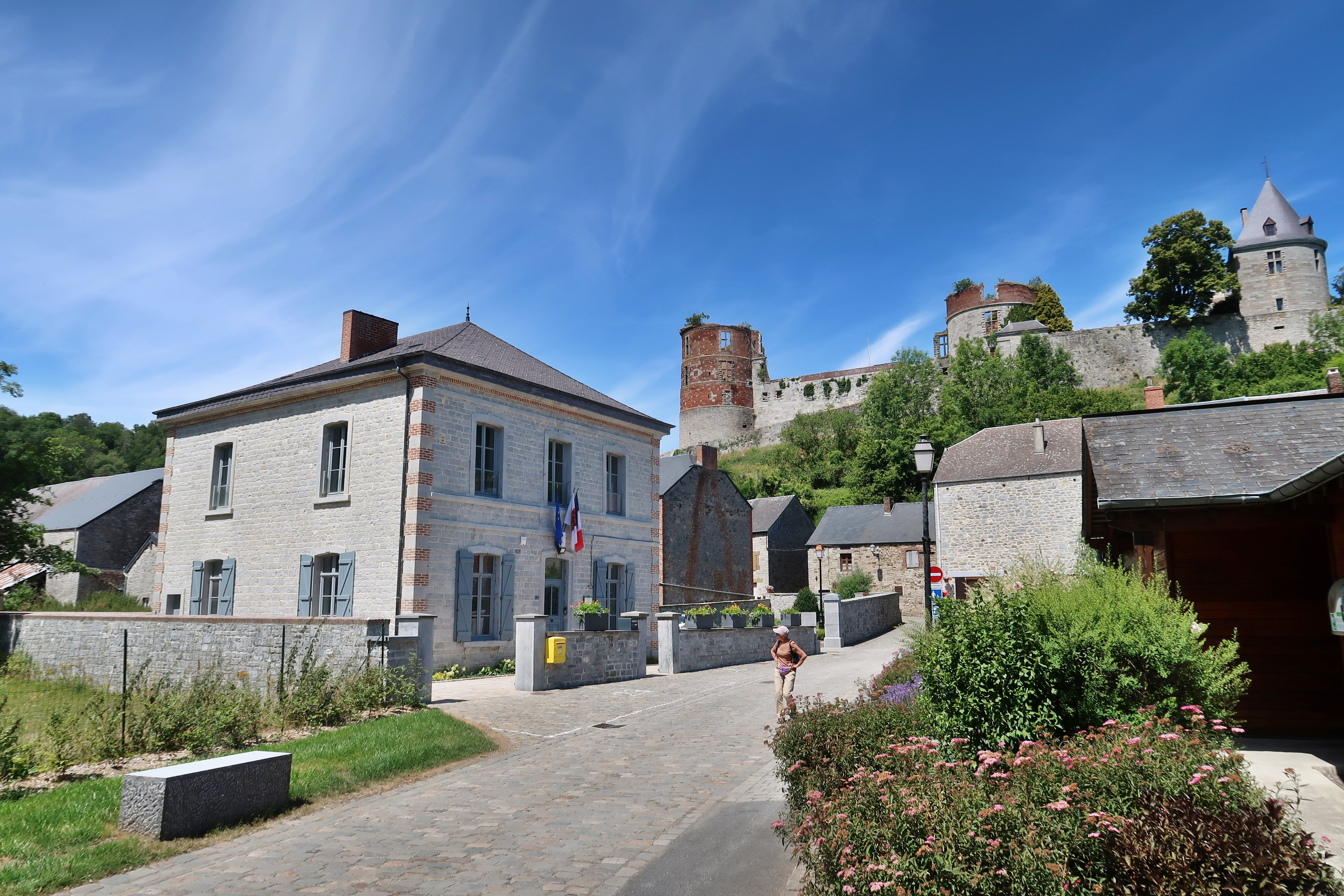
Mairie et château.

Hierges a adhéré à la charte du parc naturel régional des Ardennes, à sa création en décembre 2011.

## Population et société

### Démographie
L'évolution du nombre d'habitants est connue à travers les recensements de la population effectués dans la commune depuis 1793. Pour les communes de moins de 10 000 habitants, une enquête de recensement portant sur toute la population est réalisée tous les cinq ans, les populations de référence des années intermédiaires étant quant à elles estimées par interpolation ou extrapolation. Pour la commune, le premier recensement exhaustif entrant dans le cadre du nouveau dispositif a été réalisé en 2004.

En 2022, la commune comptait 164 habitants, en évolution de −21,15 % par rapport à 2016 (Ardennes : −2,97 %, France hors Mayotte : +2,11 %).
| 1793 | 1800 | 1806 | 1821 | 1831 | 1836 | 1841 | 1846 | 1851 |
| ---- | ---- | ---- | ---- | ---- | ---- | ---- | ---- | ---- |
| 132  | 169  | 179  | 169  | 203  | 210  | 205  | 239  | 233  |

| 1866 | 1872 | 1876 | 1881 | 1886 | 1891 | 1896 | 1901 | 1906 |
| ---- | ---- | ---- | ---- | ---- | ---- | ---- | ---- | ---- |
| 287  | 271  | 281  | 286  | 300  | 289  | 308  | 289  | 314  |

| 1911 | 1921 | 1926 | 1931 | 1936 | 1946 | 1954 | 1962 | 1968 |
| ---- | ---- | ---- | ---- | ---- | ---- | ---- | ---- | ---- |
| 318  | 370  | 351  | 363  | 341  | 268  | 355  | 349  | 297  |

| 1975 | 1982 | 1990 | 1999 | 2004 | 2006 | 2009 | 2014 | 2019 |
| ---- | ---- | ---- | ---- | ---- | ---- | ---- | ---- | ---- |
| 324  | 300  | 254  | 220  | 201  | 202  | 217  | 204  | 170  |

| 2022 | - | - | - | - | - | - | - | - |
| ---- | - | - | - | - | - | - | - | - |
| 164  | - | - | - | - | - | - | - | - |

### Langue locale
Hierges fait partie du domaine wallon de France. Le lexicographe Jules Waslet (wa), qui a consacré un ouvrage au dialecte de la région de Givet, considère que le wallon de Hierges appartient à un ensemble qu'il appelle le sous-dialecte givetois d'oyi, d'après la manière d’exprimer l’adverbe d’affirmation oui dans certaines localités. Waslet précise toutefois que c'est l'adverbe ayi qui est usité à Hierges.

### Enseignement
L'école primaire est à Aubrives.

## Culture locale et patrimoine

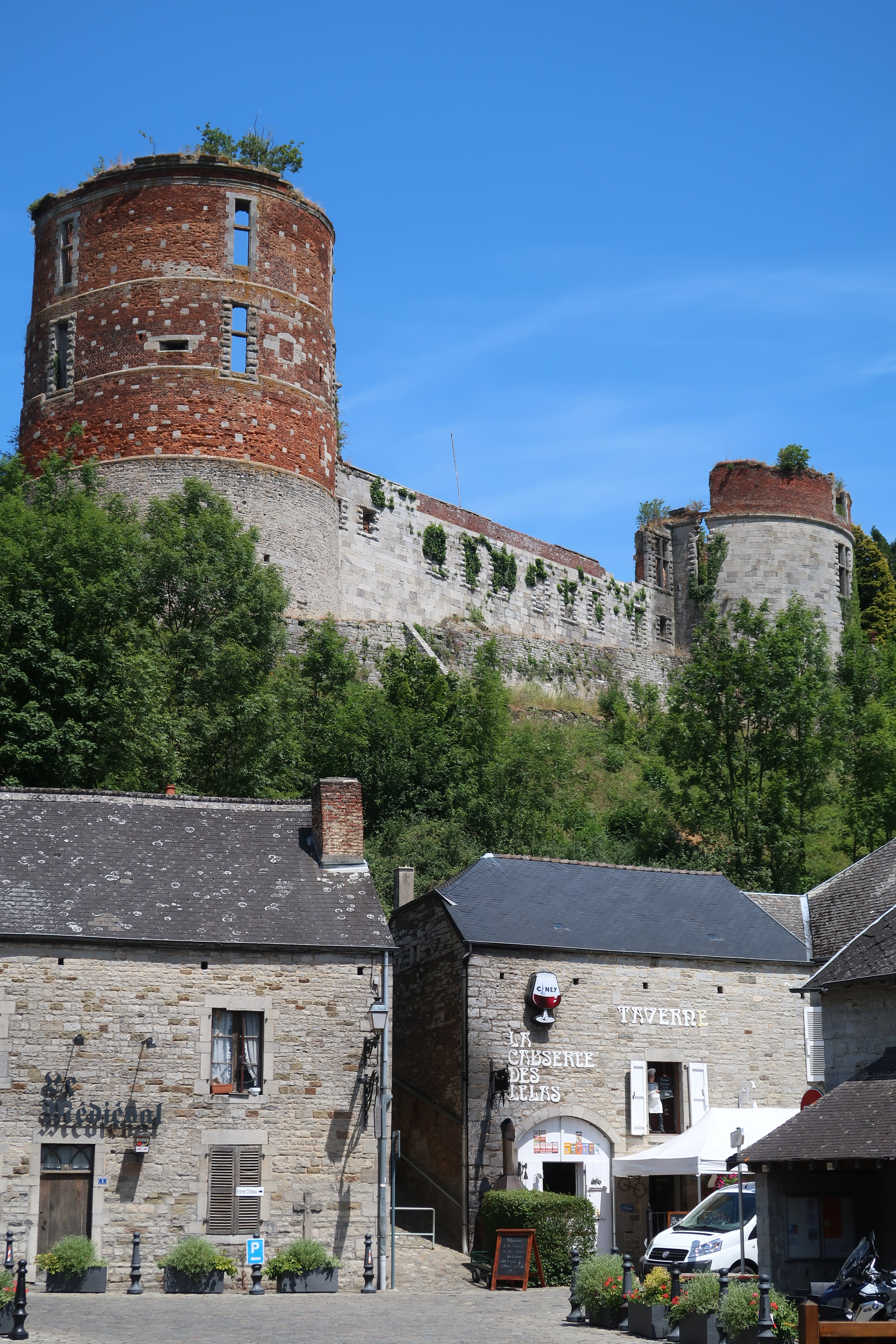
Château.

### Lieux et monuments
- Croix d'Hierges, croix expiatoire  inscrite au titre des monuments historiques en 1926[33].
- Château de Hierges : construit au IXe siècle, détruit au XIIe siècle, reconstruit au XVIe siècle ; actuellement en ruines. Ancien commun et colombier XVIIIe siècle (Coordonnées : 50° 06′ 21″ N, 4° 44′ 23″ E). Les vestiges du château sont classés et inscrits au titre des monuments historiques en 1980[34].
- Moulin banal de Hierges.
- Four banal.

#### Édifice religieux
- Église Saint-Jean-Baptiste de style Renaissance mosane, construite de 1572 à 1579. Au-dessus du porche d’entrée figurent les armoiries de Gilles de Berlaymont et de son épouse Lamberte de Croy ainsi que l’inscription : « MESSIRE DE BERLAIMONT ET DAME LAMBERTE DE CROY ONT FAIT ÉDIFIER CETTE ÉGLISE EN L’HONNEUR DE DIEU ET DE SAINT JEAN BAPTISTE 1579 ». L'édifice est classé et inscrit au titre des monuments historiques en 1987 et 1993[35].
- Chapelle Sainte-Anne de Hierges.

### Personnalités liées à la commune
- Héribrand de Hierges (?-1117), seigneur de Hierges.

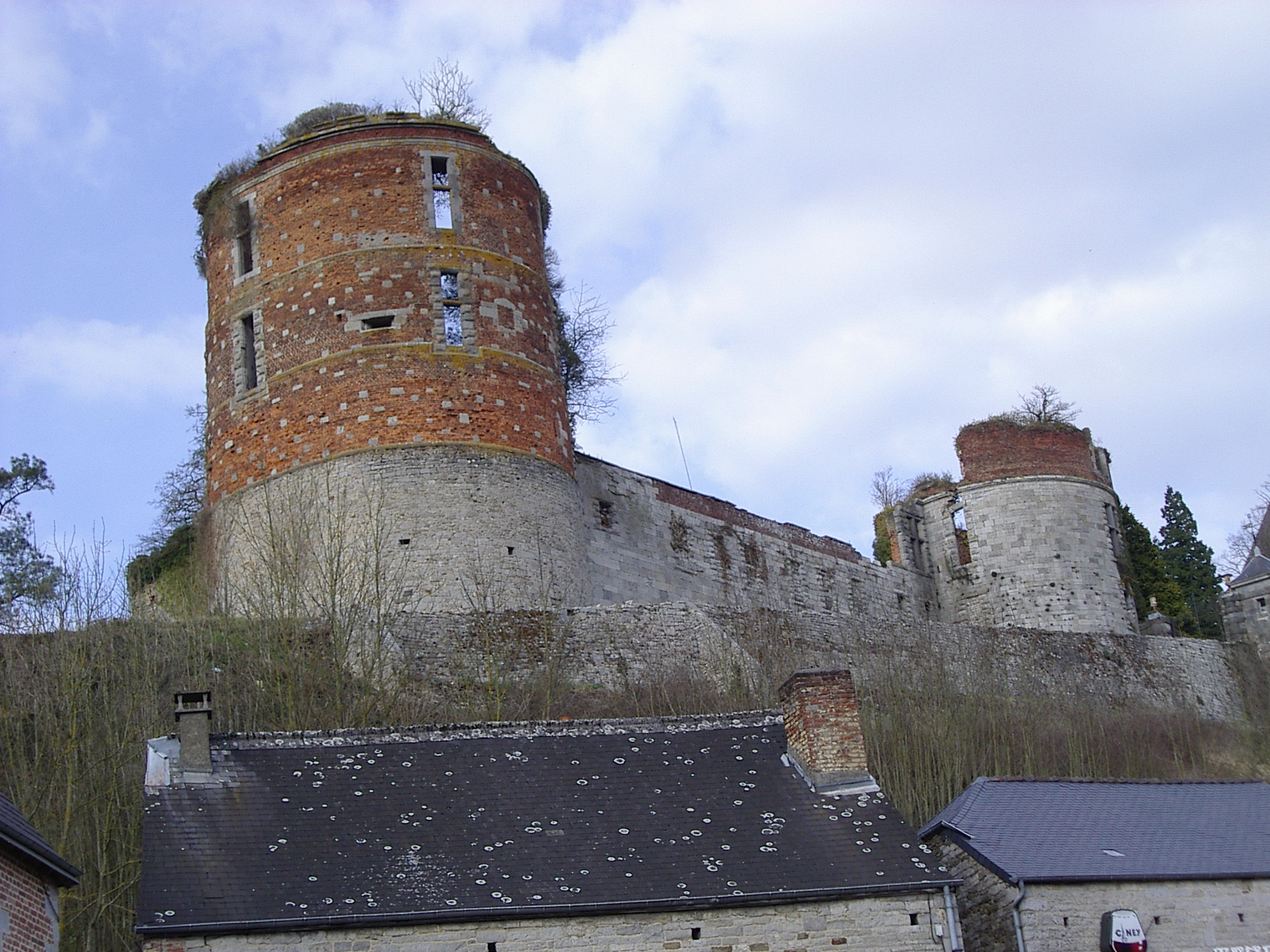
Le château de Hierges, vue générale.
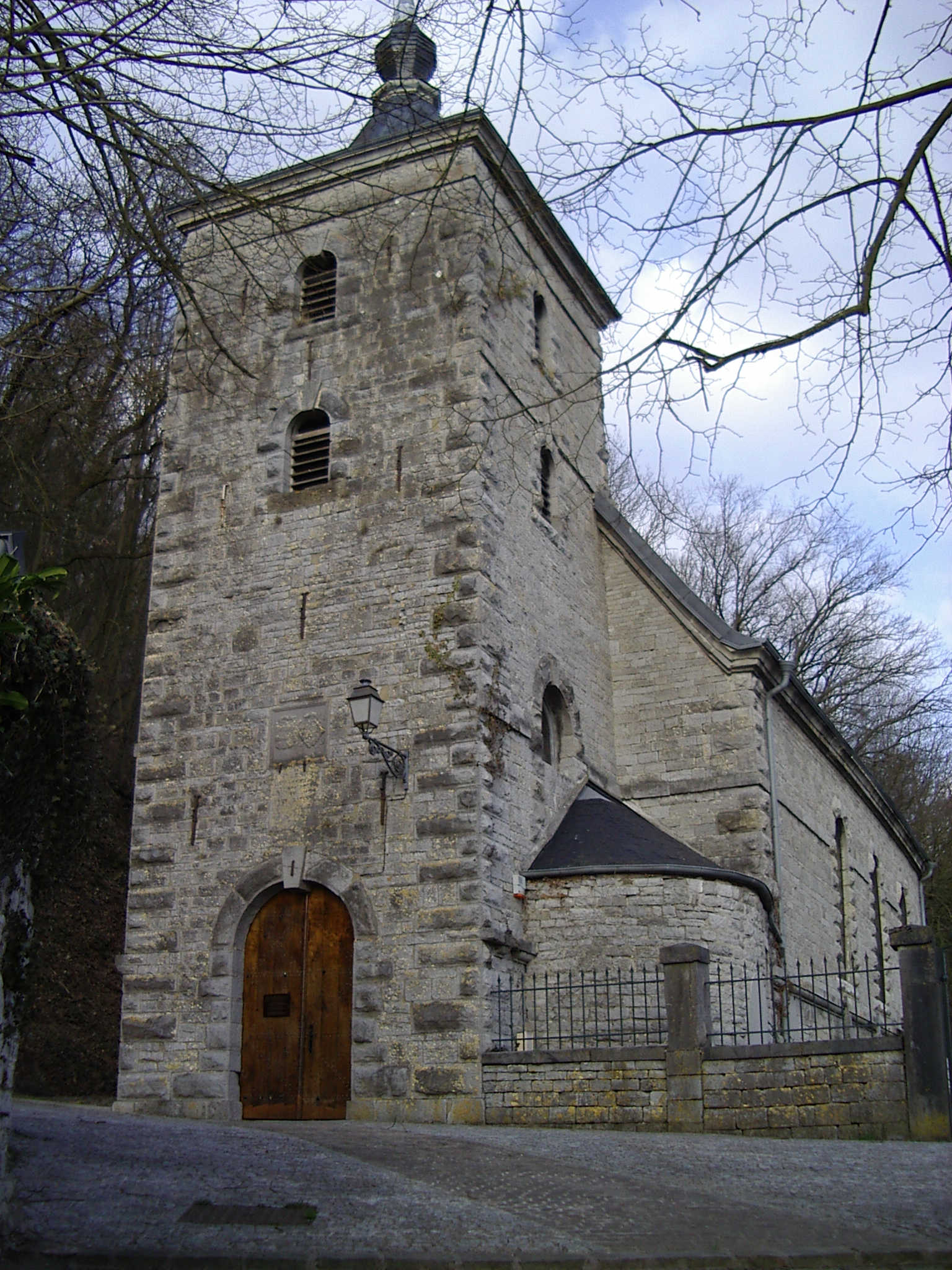
Église Saint-Jean-Baptiste.
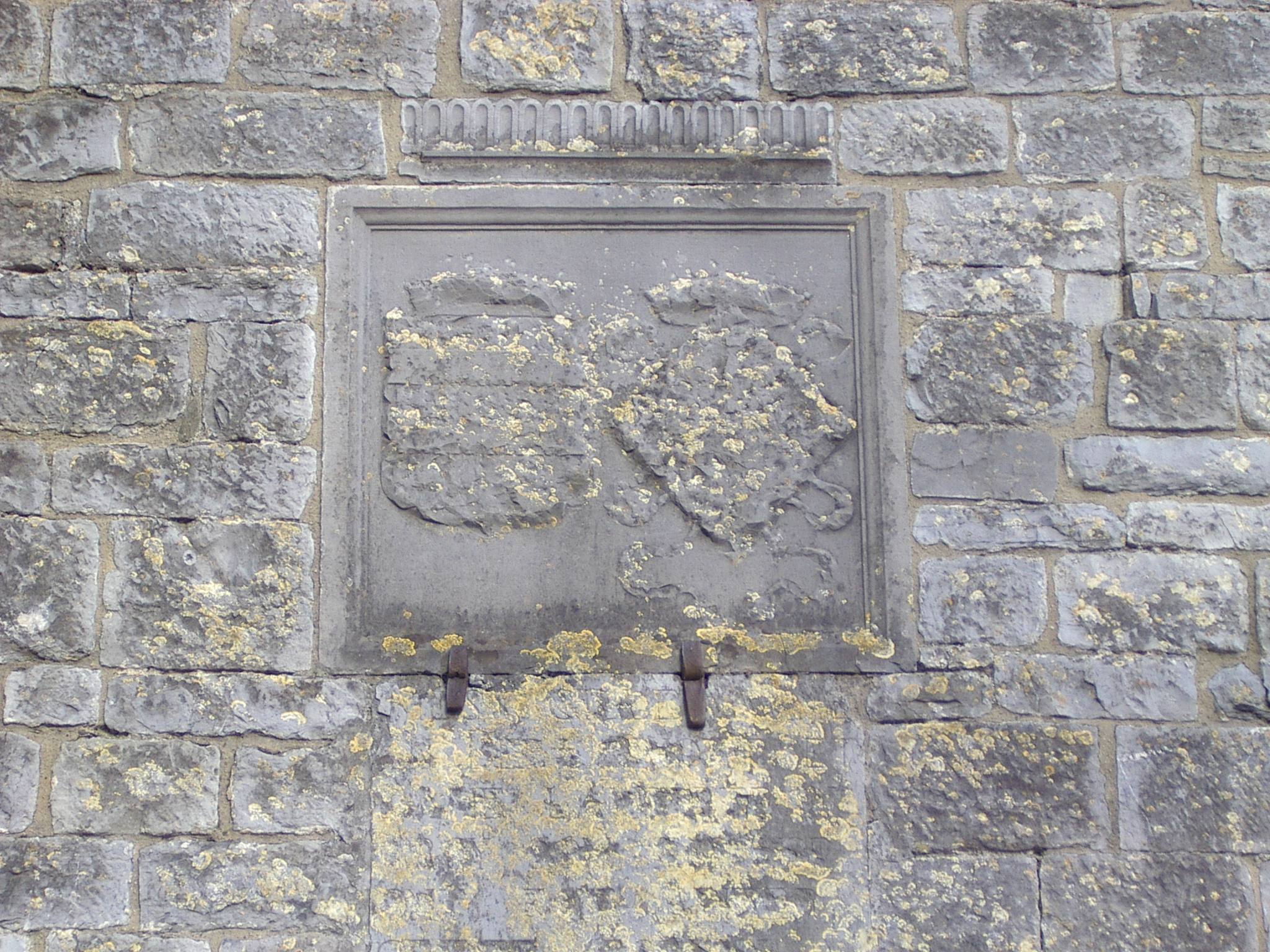
Armoiries.
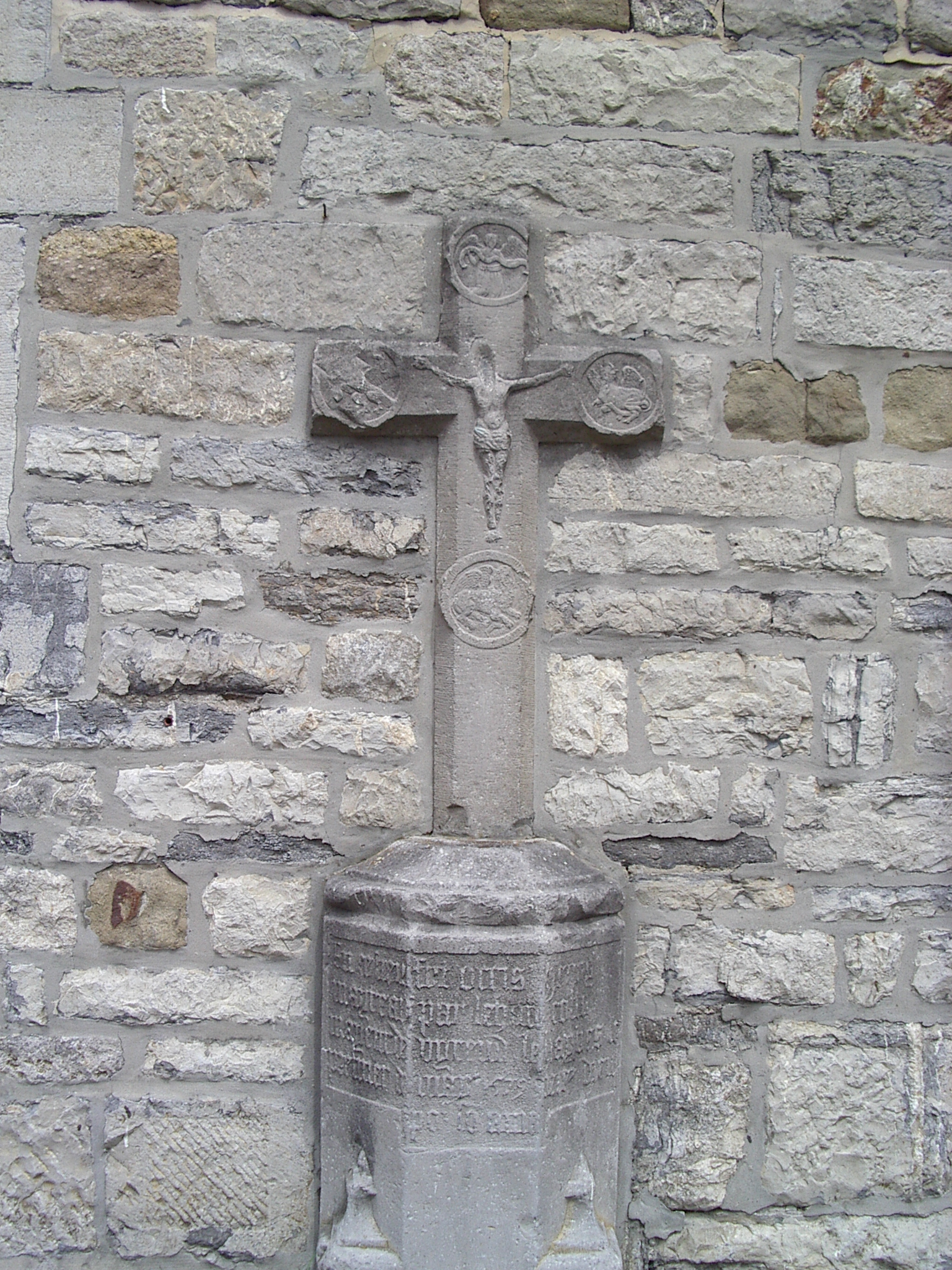
Manassès de Hierges (vers 1110-1177), seigneur de Hierges et d'Hodierne de Réthel.
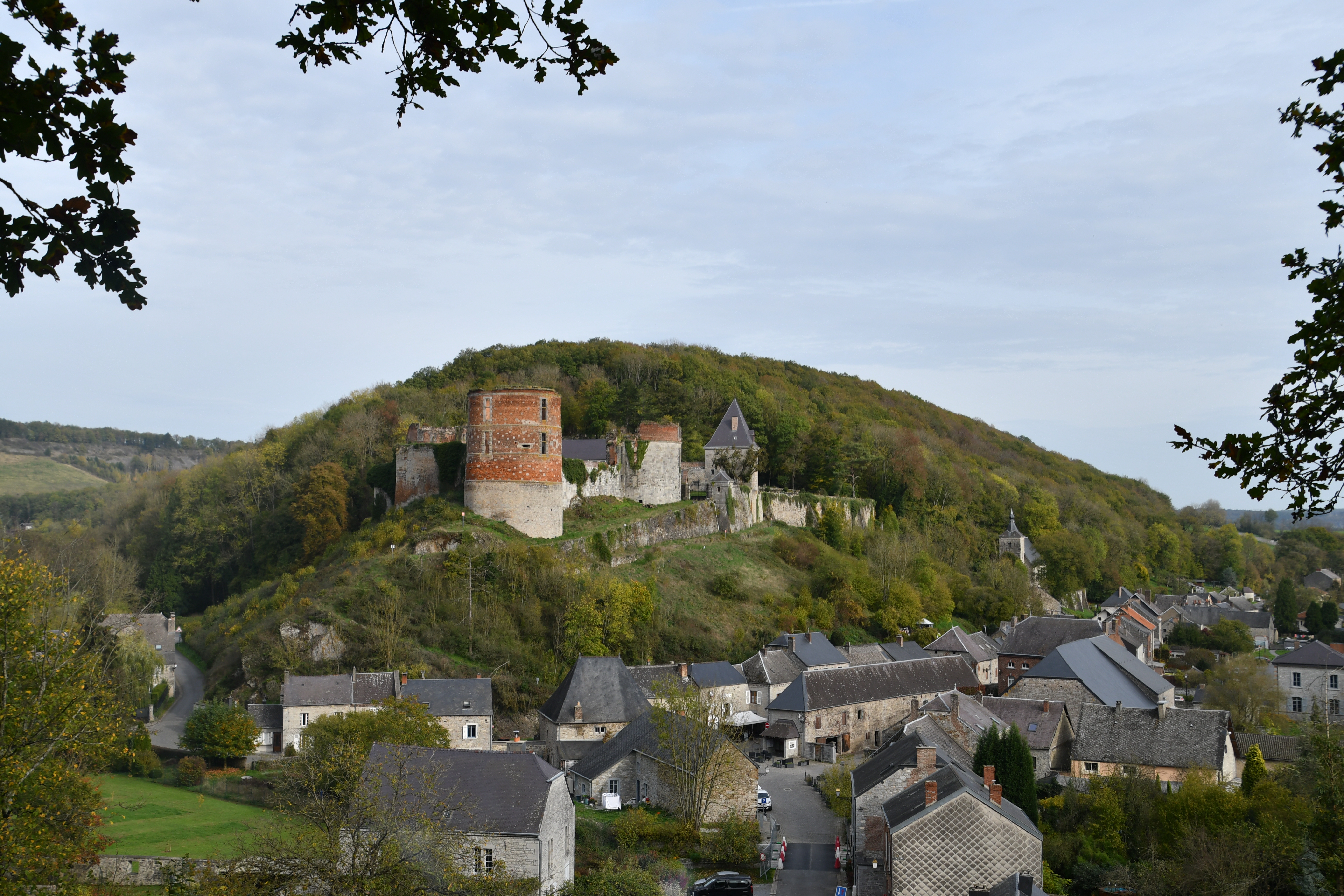
Vue sur Hierges et sa colline

- Mélusine de Hierges est un personnage imaginaire, issu de la littérature fantastique du Moyen Âge.
- Albert II de Hierges (1187-1208), évêque de Verdun né à Hierges.
- Les Berlaymont, dont Charles de Berlaymont (1510-1578), seigneur de Beauraing, Hierges, Floyon et Péruwelz.
- Maison d'Arenberg
- D'Aymeries, baron d'Hierges[36]

### Héraldique
| Armes de Hierges | Les armes de Hierges se blasonnent ainsi : De gueules aux deux léopards contournés d’argent couronnés d’or, passant l’un sur l’autre. |